# Sam Nunn
Sam Nunn, właśc. Samuel Augustus Nunn Jr. (ur. 8 września 1938 w Macon, Georgia) – amerykański polityk, senator ze stanu Georgia od 1972 do 1997 jako członek Partii Demokratycznej.